# Falcade
 Falcade (ladinisch: Falciade, deutsch: Pfalden)  ist eine italienische Gemeinde mit 1776 Einwohnern (Stand 31. Dezember 2023) in der Provinz Belluno, Region Venetien, südwestlich von Cortina d’Ampezzo. Es ist seit Mitte des 20. Jahrhunderts ein wichtiger Ferienort der Dolomiten im Sommer und Winter.
Das Gesetz 482/1999 hat die Gemeinden des Agordino als ein Gebiet mit ladinischer Minderheit anerkannt.

## Lage
Falcade liegt im Tal des Bióis, einem Nebenfluss des Cordevole, zwischen den felsigen Bergmassiven der Marmolata im Norden und des Pale di San Martino im Süden. Östlich an der Talmündung bei Cencenighe Agordino steht die Civetta, die von Falcade aus ebenfalls zu sehen ist. Westlich geht es aufwärts zum Passo di San Pellegrino, wo der Wildbach entspringt und sich die Grenze zum Trentino und Übergang zum Fassatal befindet.
Die Nachbargemeinden sind Canale d’Agordo, Moena, Rocca Pietore, Soraga und Primiero San Martino di Castrozza.

## Ortsteile
Das Gemeindegebiet umfasst neben dem Hauptort Falcade die folgenden Ortsteile (frazioni):
| - Sappade (ladinisch Sopade) - Caviola - Valt (ladinisch Vaut) - Coste - Somor | - Le Fratte (ladinisch Le Frate) - Marmolada - Tabiadon di Canes (ladinisch Tabiadon de Canes) - Tabiadon di Val (ladinisch Tabiadon de Val) |

## Sehenswürdigkeiten

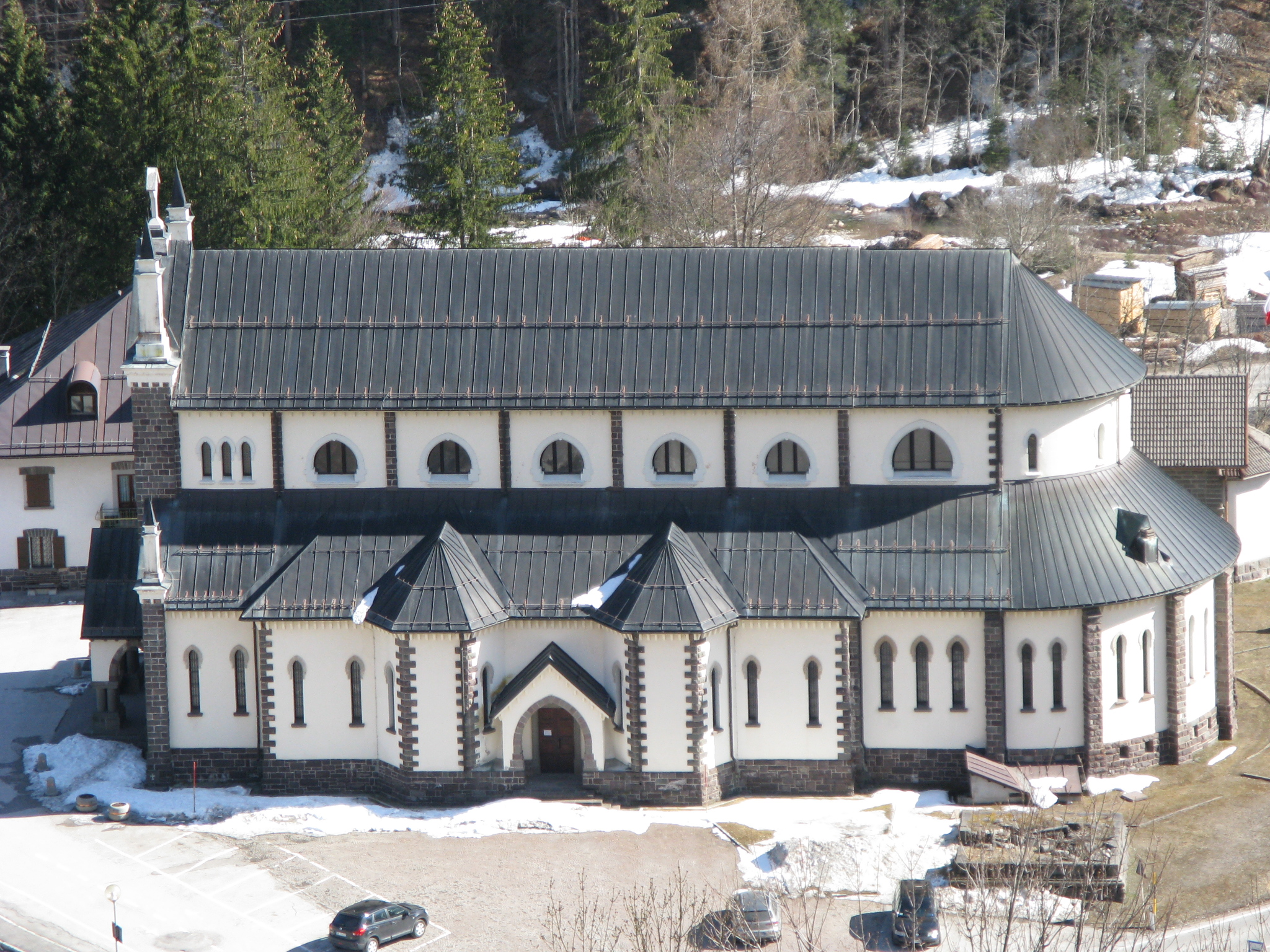
Kirche Santa Maria Immacolata, 1947

- Die gotische Kirche SS Fabiano e Sebastiano aus dem späten 15. Jahrhundert mit Turm von 1884 enthält ein Holzkruzifix von Giovanni Marchiori und ein barockes Altargemälde, das dem Tiepolo-Schüler Valentino Rovisi (Moena, 1715–1783) zugeschrieben wird.
- Aus dem Ort stammte der Maler und Bildhauer Augusto Murer (1922–1985). In seinem ehemaligen Atelier ist heute ein Museum eingerichtet.
- Rund um Falcade im Tal des Bióis haben sich über 300 historische Scheunen mit Heu-Boden (ladinisch: tabiài) erhalten. Die ältesten stammen aus dem 17. Jahrhundert, die jüngeren aus den 1950er Jahren.
- Die auffällige neue Pfarrkirche der Gemeinde, die der unbefleckten Empfängnis Mariens geweiht ist, wurde in den Jahren 1933/1934 begonnen und 1947 vollendet. Der Architekt war Achille Vettorazzo, der eine ähnliche Kirche in Marcon errichtet hat. Der überdimensionale Bau steht auf einem ehemaligen Soldatenfriedhof, der verlegt werden musste und von dem noch eine kleine Kapelle übrig ist.

## Kultur
Die Bewohner sind mit der ladinischen Kultur tief verwurzelt. In Falcade befindet sich der Sitz der  Union Ladina Val Biois und des  Gruppo Folk Val Biois.
Zudem ist ein Tiroler Einfluss spürbar, da die Gemeinde direkt an Tirol grenzt, und eine Zeit lang auch zu Österreich gehört hat.
Jedes Jahr wird Ende September der Almabtrieb (la desmontegada) mit einem traditionellen Fest gefeiert.

## Touristische Infrastruktur und Sport
Im Sommer finden Bergwanderer und Mountainbiker ein weitläufiges Wegenetz, Seilbahnen und Sessellifte, beispielsweise zum Almgebiet Le Buse (1.885 m) und weiter zum Laresei (2.168 m).
Im Winter ist das Tal des Bióis für Skilanglauf geeignet. Ca. 10 km Loipe sind ausgebaut und es gibt eine Schule für Sci Nordico. Für Abfahrtsläufer ist Falcade mit dem Passo di San Pellegrino und dem Gebiet um Moena zum Skigebiet Trevalli mit ca. 100 km Pistenlänge zusammengeschlossen, das seinerseits Teil der Initiative Dolomiti Superski konstituiert.
An Unterkunftsmöglichkeiten stehen eine Reihe von Beherbergungsbetrieben und Ferienwohnungen zur Verfügung.

## Persönlichkeiten
- Giovanni Marchiori (1696–1778), Bildhauer aus dem Rokoko
- Piero Follador (1827–1872), Poet aus Sappade
- Augusto Murer (1922–1985), Bildhauer
- Roberto Genuin (* 1961), Generalminister der Kapuziner